# Mansalay
Mansalay è una municipalità di terza classe delle Filippine, situata nella provincia di Mindoro Orientale, nella regione di Mimaropa.
Mansalay è formata da 17 barangay:
- B. Del Mundo
- Balugo
- Bonbon
- Budburan
- Cabalwa
- Don Pedro
- Maliwanag
- Manaul
- Panaytayan
- Poblacion
- Roma
- Santa Brigida
- Santa Maria
- Santa Teresita
- Villa Celestial
- Wasig
- Waygan